# Clivio
Clivio (lombardul: Civ) település Olaszországban, Varese megyében. Lakosainak száma 1983 fő (2023. január 1.). Clivio Cantello, Saltrio, Viggiù, Mendrisio és Stabio községekkel határos.

## Népesség
A település népességének változása:
| Lakosok száma | 1986 | 1963 | 1921 | 1983 |
|               | 2013 | 2017 | 2018 | 2023 |